# Francisco Ferrari Billoch
 (juillet 2013).
Pour les articles homonymes, voir Ferrari.
Francisco Ferrari Billoch est un journaliste et auteur d'essais catholique espagnol d'idéologie nationaliste. Il est connu pour ses opinions antimaçonniques et anticommunistes.

## Œuvres
- Cataluña, Publicaciones Españolas, 1956
- Archivo del "Baleares", Avila : Impr. Católica S. Díaz, 1939
- Barceló : sus luchas con ingleses y piratas berberíscos, Barcelona ;Madrid : Ed. Patria, [1941].
- Entre masones y marxistas : confesiones de un Rosa-Cruz ; 2. parte de La masonería al desnudo, Madrid : Ed. Españolas, 1939. Texte en ligne
- Masonería al desnudo. Las logias desenmascaradas, Ediciones Bergua, [1936], Texte en ligne
- Mallorca contra los rojos : fracaso de los desembarcos marxistas en la isla : diario de un combatiente., Palma de Mallorca, Juan Ordinas Rotger, 1937.
- Raimundo Lulio, Madrid : Publicaciones Españolas, 1954.

Sous le pseudonyme d'Enrique Corma
- Baleares, Madrid, 1953.